# Life Engineering

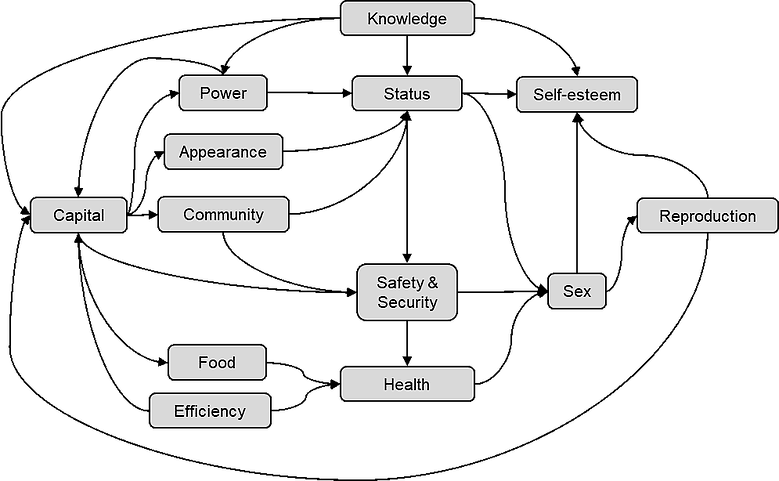
Erster Ansatz des Life Quality Modell

Life Engineering (LE) hat das Ziel, das Potenzial der Informationstechnologie zur Verbesserung der Lebensqualität der Menschen zu nutzen. LE beobachtet die Entwicklung der Informationstechnologie und ihrer Anwendungen aus Sicht der Menschen in den Rollen von Konsumenten, Berufstätigen usw. und sammelt die Erkenntnisse zur Lebensqualität der Menschen. Daraus formuliert LE Anforderungen an soziotechnische Lösungen und bewertet digitale Services anhand menschzentrierter Anforderungen. Es verbindet empirische Erkenntnisse, Methoden, Konzepte und Modelle aus den Disziplinen Informatik, Wirtschafts- und Sozialwissenschaften, Politologie, Psychologie, Neurowissenschaften, Ethik, Philosophie und Religion. 

## Arbeitsgebiete des Life Engineering
Im Mittelpunkt des LE steht die Lebensqualität der Menschen. LE ist eine gestaltungsorientierte Wissenschaft mit dem Ziel, die vorhandene und künftige Technologie, vor allem die Informationstechnologie, zur Steigerung der Lebensqualität einzusetzen.

### Datensammlung
Die wichtigste Grundlage für das Verständnis der Lebensqualität sind die Sammlungen von Personen- und Sachdaten im Internet. Diese umfassen sowohl die Datenbestände von Megaportalen wie Google und Facebook oder Tencent und Alibaba, aber u. a. auch die medizinischen Daten von Ärzten, Krankenhäusern und Versicherungen, die Finanzdaten von Banken und Zahlungsdienstleistern und die Datensammlungen der staatlichen und halbstaatlichen Stellen.

### Identifikation menschlicher Verhaltensmuster
Die Megaportale entwickeln Modelle des menschlichen Verhaltens, in denen sie vor allem das Konsumverhalten modellieren. LE will aus den Datensammlungen Verhaltensmuster mit ihrer Wirkung auf das kurzfristige Glück oder Unglück (Hedonia) und auf das langfristige Wohlbefinden (Eudaimonia) ableiten.

### Lebensqualität
Jede Wahrnehmung des Menschen wirkt auf seine Bedürfnisse und erzeugt damit positive oder negative Gefühle, die in ihrer Gesamtheit die Lebensqualität ausmachen. Wahrnehmungen entstehen aus Signalen der menschlichen Sinne (einschließlich der physiologischen Zustände), aber auch aus Gedanken. Lob, Beleidigung, Verbrennung, Rausch, Orgasmus, Kälte und Zahlungseingang sind Beispiele für Wahrnehmungen. Die Ableitung von Wahrnehmungsmustern und deren Wirkung auf die Bedürfnisse sind Gegenstand von psychologischen oder neurowissenschaftlichen Studien und bis heute in einem sehr rudimentären Stadium, doch die digitalen Datensammlungen, die Biometrie und Verfahren des maschinellen Lernens versprechen rasche Fortschritte.

### Informationstechnologie
LE erfasst die Funktionalität von Millionen von digitalen Services und bewertet ihr Potential für die Menschen. Eine besondere Rolle nimmt die Mensch-Maschine-Kollaboration ein, beispielsweise in Super-Apps, Chatbots, Virtual Reality, Augmented Reality bis hin zu Visionen wie Metaverse.

### Handlungsanleitungen
Ein Gestaltungsgegenstand des LE sind Verhaltenshinweise für den Umgang des Individuums mit der Informationstechnik, beispielsweise zur Auswahl der digitalen Services, zur Freigabe von persönlichen Daten oder zum Aufbau von Wissen im Umgang mit den Services.
LE soll der Ethik und dem Konsumentenschutz Grundlagen liefern. So kann LE beispielsweise Ideen des chinesischen Corporate Social Scoring auf die Bemühungen um eine Corporate Social Responsibility sowie auch Corporate Digital Responsibility übertragen oder standardisierte Allgemeine Geschäftsbedingungen formulieren.
Die Komplexität von Technik, Wirtschaft und Gesellschaft hat ein Maß erreicht, das die Möglichkeiten der Mitsprache jedes Individuums und damit die Grundlage der Demokratie in Frage stellt. Die Verarmung einzelner Bevölkerungsteile, die beinahe ausschließliche Messung des Fortschritts an Kapital und Konsum, die Zerstörung der Umwelt und der Erfolg von populistischen Vereinfachern sind Symptome für eine Entwicklung, die durch die technologische Entwicklung ausgelöst oder mindestens beschleunigt wird. LE versucht, die Datensammlungen, das Wissen über die Lebensqualität und die Technologie zu nutzen, um das Wirtschafts- und Gesellschaftsmodell für eine Welt mit allgegenwärtiger maschineller Intelligenz weiterzuentwickeln.